# Nimintaba
Nimintaba (𒀭𒐏𒋰𒁀, DNimin-tab-ba, ime se je pred tem bralo Dimtabba) je bila sumerska boginja.
Njen tempelj v Uru je zgradil sumerski kralj Šulgi okoli leta 2100 pr. n. št. Ostanke templja je izkopal britanski arheolog Leonard Wolley malo po letu 1922. V okolici templja so odkrili veliko predmetov z Nimintabinim imenom. Zgleda, da je bila manj pomembna lokalna boginja.
Nimintaba je znana tudi s slavnega Šulgijevega posvetilnega napisa v temeljih njenega templja v Uru, ki je zdaj v Britanskem muzeju (ME 118560).
Pod severovzhodnim obzidjem Nimintabinega templja so odkrili tudi njen posvetilni kipec, obdan  s posodami iz žgane gline in tablicami iz lojevca, položenimi v zaprte glinaste škatle. Priloženi kip moškega je predstavljal kralja Šulgija. Kraljeva drža je povezana s kraljevsko ikonografijo iz sredine 3. tisočletja pr. n. št. Košara nad kraljevo glavo je podobna košari nad Asurbanipalovo glavo (vladal 686-627 pr. n. št.). Napis pravi, da je za gradnjo Nimintabinega templja zaslužen kralj Šulgi.
- Bronast  ustanovitveni kipec kralja Šulgija v Nimintabinem templju v Uru[10]
- Položaj  Nimintabinega templja v Uru[11]